# Manekia obtusa
Manekia obtusa är en pepparväxtart som först beskrevs av Friedrich Anton Wilhelm Miquel, och fick sitt nu gällande namn av T.Arias, Callejas & Bornst.. Manekia obtusa ingår i släktet Manekia och familjen pepparväxter. Inga underarter finns listade i Catalogue of Life.